# Jacqueline Friis-Mikkelsen
Jacqueline Friis-Mikkelsen (født Jacqueline Davidsen, 17. januar 1959 i København) er en dansk erhvervsleder, der siden 1998 har været direktør for Unique Models.
Friis-Mikkelsen blev student fra Køge Gymnasium i 1977 og læste derefter italiensk og engelsk på Handelshøjskolen i København, hvorfra hun i 1985 blev korrespondent. I 1981 blev hun indkøber i InWear, og i 1983 booker hos Copenhagen Models. Fra 1993 til 1995 drev hun tøjfirmaet Democrats, men vendte derefter tilbage til modelbranchen, først som ansat i Unique Models og fra 1998 som direktør.
Fra 1985 til 1989 var hun gift med Jarl Friis-Mikkelsen, med hvem hun har datteren Isabel (født 1986). 
Hun har været en ivrig fortaler for flere kvindelige ledere og har siden 2007 været ligestillingsambassadør, udpeget af Dansk Industri og Ligestillingsministeriet. Hun medvirkede en sæson i tv-programmet Stjerne for en aften som dommer.